# República de Tamrash

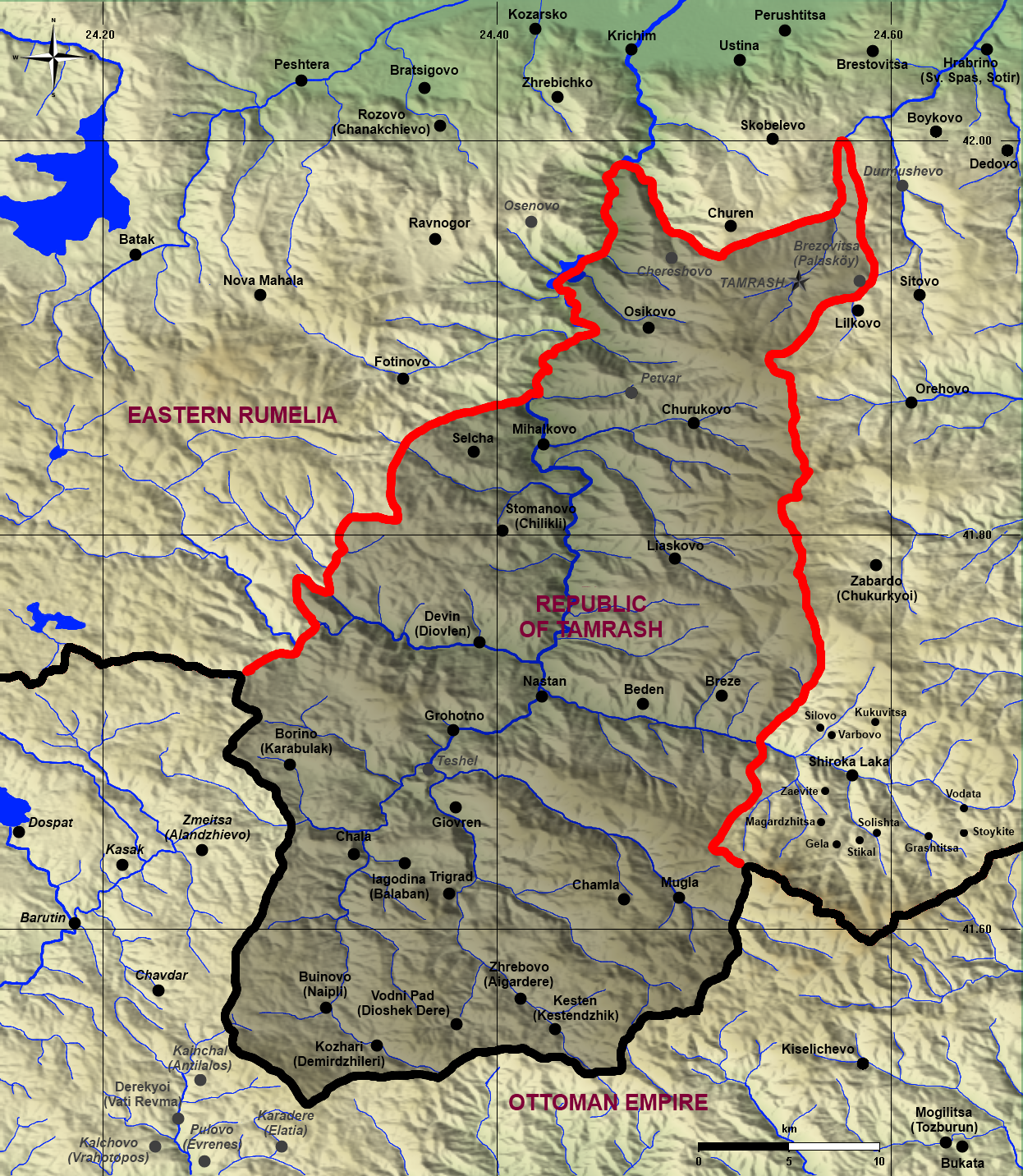
Mapa da República de Tamrash.

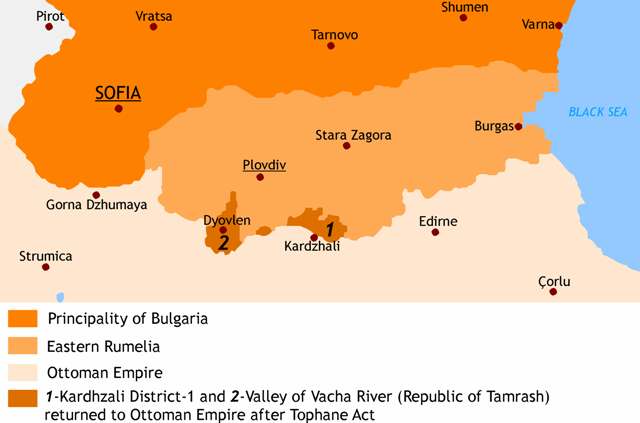
A República de Tamrash está indicada com o número dois no mapa.

República de Tamrash  (em búlgaro:  Тъмръшка република, Tǎmrǎška republika), também chamada de República Pomaca, foi uma estrutura administrativa autônoma de curta duração dos pomacos (búlgaros muçulmanos). Tratou-se da tentativa de organização separatista dos pomacos  da região de Tămrăš, nas montanhas Ródope centrais, após a instituição pelo Congresso de Berlim em 1878 de dois Estados sob os territórios da atual Bulgária: o Principado da Bulgária e a Rumélia Oriental. Esta entidade política compreendendo entre 17 a 21 "aldeias rebeldes" непокорните села, transliteração internacional nepokornite sela), existiu entre 1878 e 1886.
A república sobreviveu até 1886, quando a Rumélia Oriental foi incorporada na Bulgária.